# Charlotte Mary Brame
Charlotte Mary Brame (Hinckley, Leicestershire 1 de novembre de 1836–Hinckley, Leicestershire, 25 de novembre de 1884) fou una escriptora anglesa. Més coneguda com a Charlotte M. Brame, es va presentar sota pseudònims a Amèrica, tals com Bertha M. Clay, i algunes vegades ha estat identificada amb el nom de la seva novel·la romàntica més famosa, Dora Thorne.

## Biografia
Filla gran de Benjamin i Charlotte Agnes Law, devots catòlics, després de freqüentar l'escola d'un convent a Bristol i Preston, i una «escola per a noies» a París, va treballar com a educadora particular de nens.
Charlotte tenia 17 anys quan va publicar el seu primer conte. El 7 de gener de 1863, va contreure matrimoni amb Phillip Edward Brame (1839–1886), un joier de Londres; la parella va tenir nou fills, però únicament quatre van aconseguir l'edat adulta. Quan Brame va tenir dificultats econòmiques, Charlotte va ajudar a sostenir la seva família amb els seus escrits.
La família va viure a Londres, Manchester i Brighton i va tornar a Hinckley, on Charlotte va morir, el 1884, als 48 anys. La seva família tenia molts deutes quan ella va morir, i els fills van ser lliurats a tutors; el seu marit es va suïcidar al maig de 1886.

## Carrera literària
Els seus llibres van tenir gran èxit de públic, però va tenir incomptables problemes amb la pirateria de les seves obres, especialment als Estats Units.
Va publicar sota el seu nom veritable fins a l'any 1876, quan Street & Smith van publicar Thrown on the World; i Discarded Wife sota el pseudònim Bertha M. Clay. Les seves inicials veritables, CMB, van ser intercanviades per BMC, i així, amb el nou nom de Bertha M. Clay va començar les seves publicacions als Estats Units. Després de la seva mort, l'any 1884, Street & Smith van continuar usant el nom de Bertha M. Clay com una propietat de la seva editorial. Diversos escriptors, tal vegada una dotzena, com Frederick V. Dey i John R. Coryell, van publicar sota el seu nom.
Els noms pels quals està acreditada com a escriptora inclouen des del veritable Charlotte M. Brame (amb l'alternativa de la variació de l'àlies per Braeme), Bertha M. Clay, Dora Thorne, Florence Norton, CMB i Caroline M. Burton. Va haver-hi centenars de títols publicats amb aquests noms. Arlene Moore va documentar una quantitat per sobre de 500 obres. Brame era autora de prop de 73 obres, incloent contes. Després de la mort de Brame, altres escriptors, incloent homes, van escriure sota el seu pseudònim Bertha M. Clay. Entre tals escriptors estan William J. Benners, William Cook, John Coryell, Frederick Dacre, Frederick Dey, Charles Garvice, Thomas C. Harbaugh i Thomas W. Henshaw.

## Obres principals
- The Coquette's Victim
- Coralie
- Dora Thorne
- A Mad Love
- Marion Arleigh's Penance
- My Mother's Rival
- The Tragedy of the Chain Pier
- Wife in Name Only
- Her Martyrdom
- Marjorie Deane a novel